# Elisabeth Buggesdatter
Elisabeth Buggesdatter, född okänt år, död 1402, var en dansk godsägare. 
Hon var dotter till adelsmannen Niels Bugge til Vosborg (d. 1358) och Ingeborg Pallesdatter Juul til Støvringgaard, och gifte sig med den tysk-danska adelsmannen Gotskalk Skarpenberg (d. före 1387). 
Hennes far och make blev kända för att ha deltagit i ett misslyckat uppror mot kungen 1358. Som änka blev Elisabeth Buggesdatter en betydande godsägare. Det finns i allmänhet få uppgifter om danska kvinnor under medeltiden, ens om dem som tillhörde adeln, men det finns en del bevarad dokumentation om Elisabeth Buggesdatters affärstransaktioner. Bland annat sålde hon ett gods till drottning Margareta. Det är också dokumenterat att hon vid flera tillfällen talade vid tinget, något som inte var vanligt för kvinnor vid denna tid. 
Det har återfunnits ett sigill tillhörande Elisabeth Buggesdatter, som betraktas som unikt i Danmark, där sigill tillhörande icke kungliga kvinnor sällan återfunnits. 